# Noël-Cerneux
Noël-Cerneux ist eine französische Gemeinde mit 455 Einwohnern (Stand: 1. Januar 2022) im Département Doubs in der Region Bourgogne-Franche-Comté.

## Geographie
Noël-Cerneux liegt auf 934 m über dem Meer, sieben Kilometer nordöstlich von Morteau und etwa zwölf Kilometer westlich der Stadt La Chaux-de-Fonds (Luftlinie). Das Dorf erstreckt sich im Jura, im äußersten Südwesten des Hochplateaus von Maîche, am Nordfuß des Bois de Russey nördlich des Doubstals. Das Gemeindegebiet gehört zum Regionalen Naturpark Doubs-Horloger.
Die Fläche des 6,36 km² großen Gemeindegebiets umfasst einen Abschnitt des französischen Juras. Der Hauptteil des Gebietes wird vom Hochplateau von Maîche eingenommen, das durchschnittlich auf 930 m liegt. Es ist überwiegend von Wies- und Weideland bestanden, zeigt aber auch einige kleinere Waldflächen. In einer sumpfigen Niederung im Norden des Gemeindeareals befindet sich ein kleiner, künstlich aufgestauter Moorsee, der durch den Ruisseau des Seignes entwässert wird. Dieser versickert jedoch nach kurzer Laufstrecke im verkarsteten Untergrund. Nach Süden reicht der Gemeindeboden auf die Höhe des Bois de Russey. Hier wird mit 1082 m die höchste Erhebung von Noël-Cerneux erreicht. Der Höhenrücken bildet in geologisch-tektonischer Hinsicht eine Antiklinale des Faltenjuras und ist gemäß der Streichrichtung des Gebirges in dieser Region in Richtung Südwest-Nordost orientiert.
Nachbargemeinden von Noël-Cerneux sind Le Bizot im Norden, La Chenalotte im Osten, Villers-le-Lac und Les Fins im Süden sowie Le Bélieu im Westen.

## Geschichte
Im Mittelalter gehörte Noël-Cerneux zur Herrschaft Réaumont, die unter der Oberhoheit der Herren von Montfaucon, ab dem 15. Jahrhundert unter derjenigen der Grafen von Montbéliard stand. Zusammen mit der Franche-Comté gelangte das Dorf mit dem Frieden von Nimwegen 1678 an Frankreich.
Zum 1. Januar 2009 erfolgte eine Änderung der Arrondissementszugehörigkeit der Gemeinde. Bislang zum Arrondissement Montbéliard gehörend, kamen alle Gemeinden des Kantons zum Arrondissement Pontarlier.

## Sehenswürdigkeiten

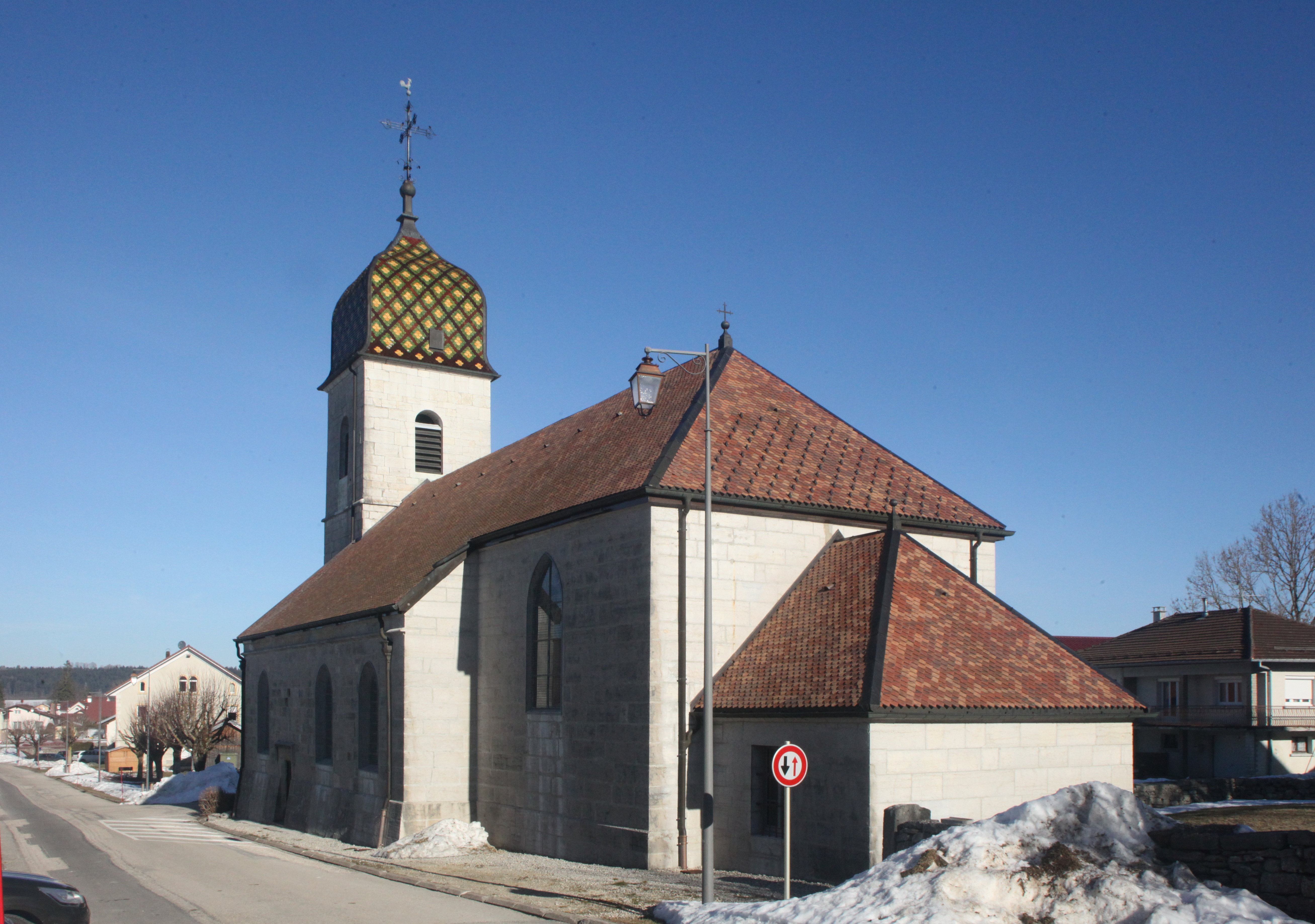
Kirche Saint-Claude

Die Dorfkirche Saint-Claude, die ursprünglich auf das frühe 16. Jahrhundert zurückgeht, wurde 1807 weitgehend neu erbaut.

## Bevölkerung
| Jahr                       | 1962 | 1968 | 1975 | 1982 | 1990 | 1999 | 2016 |
| Einwohner                  | 149  | 139  | 146  | 190  | 243  | 295  | 421  |
| Quellen: Cassini und INSEE |      |      |      |      |      |      |      |

Mit 455 Einwohnern (Stand 1. Januar 2022) gehört Noël-Cerneux zu den kleinen Gemeinden des Départements Doubs. Nachdem die Einwohnerzahl in der ersten Hälfte des 20. Jahrhunderts deutlich abgenommen hatte (1896 wurden noch 278 Personen gezählt), wurde seit Beginn der 1970er Jahre wieder ein kontinuierliches Bevölkerungswachstum verzeichnet.

## Wirtschaft und Infrastruktur
Noël-Cerneux war bis weit ins 20. Jahrhundert hinein ein vorwiegend durch die Landwirtschaft (Viehzucht und Milchwirtschaft) geprägtes Dorf. Daneben gibt es heute verschiedene Betriebe des Klein- und Mittelgewerbes, unter anderem ein Polierwerk. Mittlerweile hat sich das Dorf auch zu einer Wohngemeinde gewandelt. Viele Erwerbstätige sind deshalb Wegpendler, die in den umliegenden größeren Ortschaften ihrer Arbeit nachgehen.
Die Ortschaft ist verkehrstechnisch gut erschlossen. Sie liegt an der Hauptstraße D437, die von Montbéliard nach Morteau führt.